# 895 Helio
895 Helio este o planetă minoră (asteroid), cu un diametru de 109,568 km, din centura de asteroizi. A fost descoperită pe 11 iulie 1918 la Observatorul Königstuhl de Max Wolf și a fost numită după heliu. 
Obiectul prezintă o orbită caracterizată de o semiaxă mare de 3,2031725269665 UAi, o excentricitate de 0,14278194427701, o înclinație de 26,061 ° în raport cu ecliptica.